# Озини
Озини (итал. Osini) је насеље у Италији у округу Нуоро, региону Сардинија.
Према процени из 2011. у насељу је живело 781 становника. Насеље се налази на надморској висини од 644 м.

## Становништво
Према резултатима пописа становништва 2011. у општини је живело 811 становника.
| 1931. | 1936. | 1951. | 1961. | 1971. | 1981. | 1991. | 2001. | 2011. |
| ----- | ----- | ----- | ----- | ----- | ----- | ----- | ----- | ----- |
| 1.284 | 1.390 | 1.451 | 1.767 | 1.493 | 1.319 | 1.131 | 947   | 811   |